# Джума (город)
Джума́ (узб. Juma / Жума) — город, административный центр Пастдаргомского района Самаркандской области Узбекистана.

## История
С 1933 по 1937 годы носил название Икрамово. Статус города присвоен в 1973 году (до этого с 1934 года Джума была посёлком городского типа).

## География
В городе расположена одноимённая железнодорожная станции (узел линий на Самарканд, Карши и Навои).

## Население
| 1959 | 1970 | 1979   | 1989   |
| ---- | ---- | ------ | ------ |
| 5924 | 8055 | 12 654 | 15 571 |

## Промышленность
В городе размещены предприятия лёгкой промышленности.